# Хофмо, Гунвор
Гунвор Хофмо, также Хофму  (норв.  Gunvor Hofmo, 30 июня 1921, Осло – 17 октября 1995, там же) – норвежская поэтесса, крупнейший представитель модернизма в национальной литературе.

## Биография
Дружила с Рут Майер, впоследствии ставшей жертвой Холокоста и погибшей в Аушвице в 1942 (много десятилетий спустя её дневники, которые она вела с 12-ти лет, привлекли широкое внимание читателей, в 2010 изданы и на русском языке). Потеря ближайшего друга стала трагедией для Хофмо, в 1943 она была госпитализирована с симптомами тяжелой депрессии, позже  у неё диагностировали шизофрению параноидного типа. С 1947 делила жизнь с писательницей Астрид Толлефсен (1897-1973). Пыталась опубликовать дневники и письма Рут Майер, но не добилась успеха. Активно выступала как публицист и эссеист, с 1953 сосредоточилась на стихах. С 1955 по 1971 содержалась в психиатрической лечебнице, в этот период не писала. Впоследствии вернулась к литературе, но с 1977 не покидала своей квартиры в районе Нордстранд в Осло. Похоронена на Западном кладбище Осло.

## Произведения
- Я хочу прийти домой, к людям/ Jeg vil hjem til menneskene (1946)
- Из другого мира/ Fra en annen virkelighet (1948)
- Слепые соловьи/ Blinde nattergaler  (1951)
- Бессонной ночью/ I en våkenatt  (1954)
- Завещанное вечности/ Testamente til en evighet (1955)
- Триада/ Treklang  (1963, в соавторстве с Астрид Хьертенес Андерсен и Астрид Толлефсен)
- Гость на земле/ Gjest på jorden  (1971)
- Ноябрь/ November (1972)
- Преграды на пути/ Veisperringer  (1973)
- Интерлюдия/ Mellomspill (1974)
- Что похитила ночь/ Hva fanger natten  (1976)
- Слишком поздно/ Det er sent  (1978)
- И вот меня коснулись чьи-то руки/ Nå har hendene rørt meg  (1981)
- Отдай меня горе/ Gi meg til berget  (1984)
- Звезды и детство/ Stjernene og barndommen (1986)
- Nabot  (1987)
- Подписи под картинками/ Ord til bilder  (1989)
- Птица/ Fuglen  (1990)
- Эпилог/ Epilog  (1994)
- Собрание стихотворений/ Samlede dikt (1996)
- Стихи, не входившие в книги/ Etterlatte dikt (1997, посмертно)
- Я никого не забыла/ Jeg glemmer ingen (1999, посмертно, иллюстрирована акварелями Рут Майер)

## Признание и наследие
Лауреат литературной премии Ассоциации норвежских критиков «За лучшую книгу для взрослых» (1971, за «Gjest på jorden»), премии Доблоуга  (1982) и др. национальных премий. После смерти поэтессы публикацией её наследия (как и дневников Рут Майер) занялся крупный поэт, переводчик и музыкант Ян Эрик Волл.
Поэзия Хофмо активно используется в норвежской рок-культуре: так, диск песен на её стихи записала певица Сусанна Валлумрёд (род. 1979, см.: ).